# Andrzej Kurylewicz

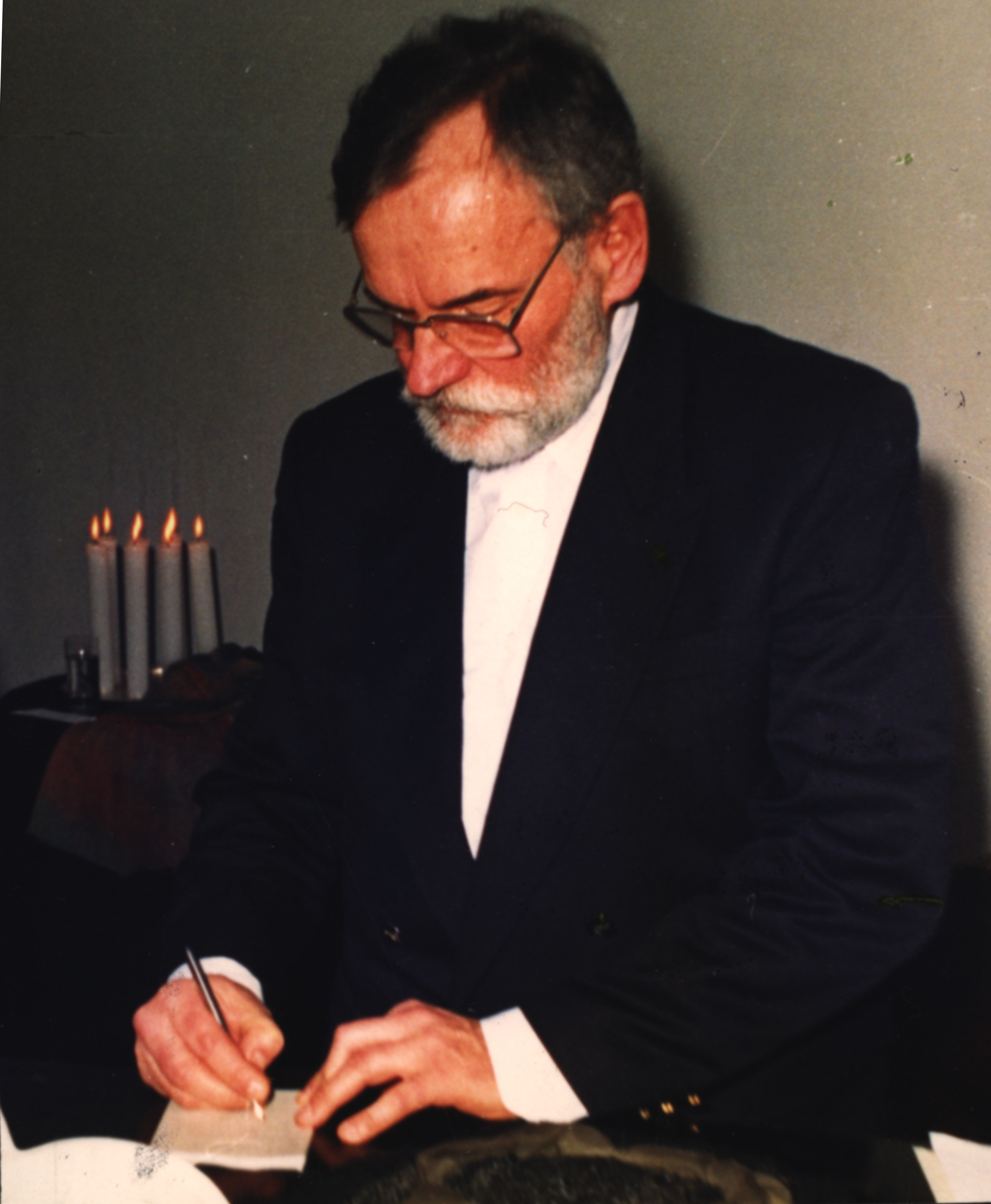
Andrzej Kurylewicz (2008)

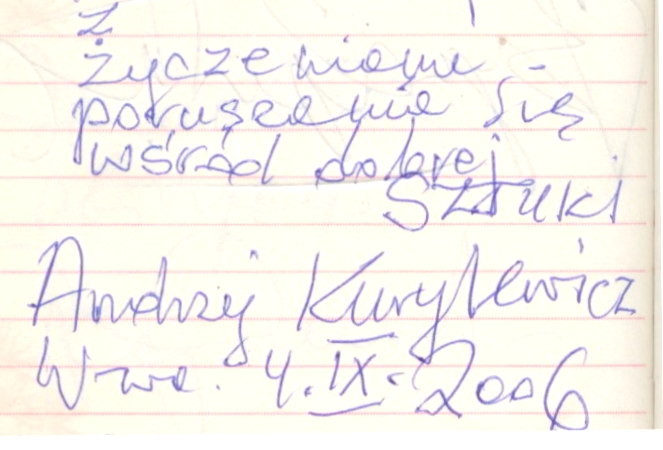
Dedykacja kompozytora, Warszawa, 4 września 2006

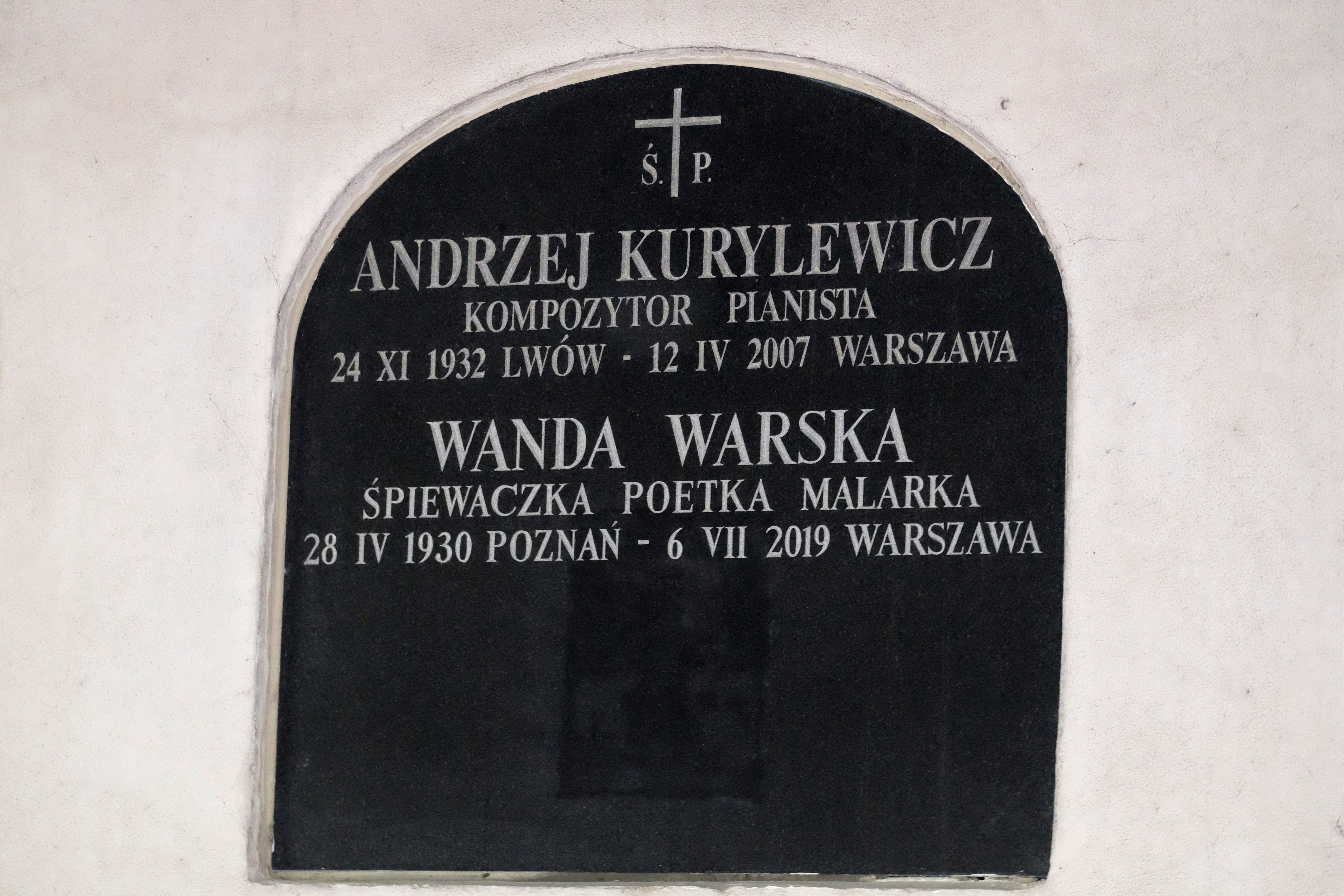
Płyta zamykająca niszę katakumbową z prochami Andrzeja Kurylewicza i Wandy Warskiej w katakumbach na cmentarzu Powązkowskim w Warszawie

Andrzej Roman Kurylewicz (ur. 24 listopada 1932 we Lwowie, zm. 12 kwietnia 2007 w Konstancinie-Jeziornie) – polski kompozytor, pianista, puzonista, trębacz i dyrygent. Autor muzyki klasycznej (kameralnej i symfonicznej), teatralnej, filmowej, baletowej, jazzowej. Uformowany w tradycji klasycznej i jazzowej, pionier jazzu w Polsce, uprawiał równolegle te dwa rodzaje muzyki. Autor muzyki do filmu Nad Niemnem (1987) i seriali telewizyjnych Polskie drogi (1977), Lalka (1978), Nad Niemnem (1988).

## Życiorys

### Rodzina i edukacja
Był synem Aleksandra Kurylewicza, brygadiera w drugim legionie, który po wojnie pracował jako prokurent w banku. Kiedy miał sześć lat, rozpoczął naukę gry na fortepianie w szkole muzycznej sióstr Rajsówien we Lwowie. Swój pierwszy koncert zagrał 22 czerwca 1939. W latach 1946–1950 kontynuował naukę w Instytucie Muzycznym w Gliwicach, a w latach 1950–1954 studiował w Państwowej Wyższej Szkole Muzycznej w Krakowie, gdzie uczył się w klasie fortepianu u Henryka Sztompki i kompozycji u Stanisława Wiechowicza. W 1954 został wykreślony z listy studentów za wykonywanie muzyki jazzowej, która w ówczesnej komunistycznej Polsce była uznawana za „szkodliwy produkt imperializmu”.

### Kariera
W wieku 15 został sierotą, od tamtej pory pozostawał na własnym utrzymaniu; zarabiał, grając w orkiestrze tanecznej. W 1954 na zaproszenie Władysława Szpilmana rozpoczął pracę w rozgłośni Polskiego Radia w Krakowie i założył Sekstet Organowy Polskiego Radia. W 1957 otrzymał pierwszą nagrodę na festiwalu pianistów jazzowych w Stuttgarcie jako pierwszy polski muzyk zza „żelaznej kurtyny”. W 1958 napisał swój pierwszy opusowany utwór na fortepian – solo Somnambulicy, a także muzykę do filmu Ostatni Strzał.
W 1959 zadebiutował jako kompozytor muzyki teatralnej, współtworząc spektakl Książę Niezłomny według Juliusza Słowackiego. Napisał muzykę do filmu Jerzego Passendrofera Powrót (1959). W latach 1964–1966 kierował Orkiestrą Polskiego Radia i Telewizji w Warszawie, z której odszedł po kilkukrotnej odmowie wstąpienia do PZPR. W latach 1965–1968 napisał Concerto na tematy Adama Jarzębskiego (I, II, III) op. 2. W 1965 otworzył Piwnicę Artystyczną Kurylewiczów w Warszawie, w której od lat 90. również koncertował.
W latach 1969–1978 kierował zespołem Formacja Muzyki Współczesnej (muzyka z pogranicza nowoczesnego jazzu i awangardowej muzyki europejskiej), z którym koncertował na całym świecie. Pisał muzykę do teatru, m.in. do spektakli reżyserowanych przez Mieczysława Kotlarczyka, Zygmunta Huebnera, Adama Hanuszkiewicza, Jerzego Gruzy i Erwina Axera, oraz do filmów Jerzego Passendorfera, Janusza Morgensterna (Polskie drogi, 1976), Ryszarda Bera (Lalka, 1977; Droga, Domy z deszczu), Janusza Majewskiego (Sublokator, Lekcja martwego języka), Zbigniewa Kuźmińskiego Nad Niemnem oraz Janusza Zaorskiego Panny i Wdowy.
Od 1970 komponował głównie muzykę poważną: solową, instrumentalną (na fortepian – Piano Crumbs, Tango Domestico, Modlitwa, Tryptyk, Kołowrotek, Pieśni na fortepian solo i in., klawesyn – Impromptu avec Romarin i Blue Tango, organy – Due Pezzi Semplici, flet – Drzeworyt I i II, kontrabas – Moods, tubę – Tubesque), sakralną (Missa Brevis, Pięć Psalmów, Te Deum, Salve Regina, Ave Maris Stella, Ave Maria), kameralną (Kwartety Smyczkowe I, II, III i IV, Trio Smyczkowe Dormitina i Tria Fortepianowe: Trio per Tre, Tango Rubio, El Dancion Sentimental, Kwintety Fortepianowe: Gabriela, Larghetto Kamienie Staromiejskie, oraz tria i kwintety dęte), utwory na orkiestrę smyczkową (Psalm 60, Szkic do Krajobrazu, Sonet, Serenata Leopolitana, Witraż w Miejscowości N.) i symfoniczną (Schema Quatro per Quatro, Adagio da Dramma, Suita Symfoniczna Pan Tadeusz, Suita Symfoniczna Polskie Drogi, Suita Symfoniczna Lalka, Poematy Symfoniczne In Verona, Godzina się Zniża, Szkic Symfoniczny Osiem sekwencji Nad Niemnem, oraz Msza Warszawska). Stworzył cykl Pieśni do wierszy m.in. Jana Kochanowskiego, Juliusza Słowackiego, Zygmunta Krasińskiego, Cypriana Kamila Norwida, Stefana Garczyńskiego, Aleksandra Puszkina, Czesława Miłosza, Haliny Poświatowskiej, Marii Pawlikowskiej-Jasnorzewskiej i Zbigniewa Herberta, jak też 13-wiecznych poetów łacińskich i barokowych poetów niemieckich oraz do piosenek Wandy Warskiej i Agnieszki Osieckiej. W 1984 został Kompozytorem (Stadtkunstler) miasta Wilhelmshaven, a od 1989 współpracował ze State University of Kansas (USA).
W 1999 założył Kurylewicz Trio z kontrabasistą Pawłem Pańtą i perkusistą Cezarym Konradem. Występował także jako pianista z koncertami muzyki Karola Szymanowskiego i Fryderyka Chopina.
Angażował się w promocję młodych, utalentowanych muzyków polskiej sceny jazzowej. Był związany m.in. z Konkursem Pianistów Jazzowych – Debiuty, który odbywał się podczas Warszawskiego Festiwalu Pianistów Jazzowych, a w latach 2005–2006 pełnił funkcję przewodniczącego jury konkursowego. Po śmierci Kurylewicza w 2007 czwartej edycji Konkursu Pianistów Jazzowych „Debiuty” nadano imię kompozytora.
Zmarł we śnie na zawał serca. Został pochowany w katakumbach na cmentarzu Powązkowskim w Warszawie. Od 2007 kierowana przez jego córkę Fundacja Forma przygotowuje i publikuje edycję krytyczną Dzieł Wszystkich Andrzeja Kurylewicza, jak też opiekuje się dorobkiem artysty, w tym celu organizuje coroczny festiwal muzyki i poezji Dni Muzyki Andrzeja Kurylewicza. Muzyka kompozytora jest wykonywana stale w Piwnicy Artystycznej Kurylewiczów w Warszawie i regularnie w Steinway Hall w Londynie.
Pełna lista dzieł Kurylewicza jest dostępna na stronie Fundacji Forma i Piwnicy Artystycznej Kurylewiczów.

## Życie prywatne
W 1958 ożenił się z piosenkarką Wandą Warską, z którą miał córkę, Gabrielę, filozofkę i poetkę.

## Nagrody i odznaczenia
- 1965: PRiTV
- 1978: Miasta Warszawy
- 1979: Nagroda za muzykę do filmu Lekcja martwego języka na Festiwalu Polskich Filmów Fabularnych w Gdańsku
- Krzyż Kawalerski Orderu Odrodzenia Polski[14]
- 1981: Prix Italia
- 1997: Medal Miasta Warszawy
- 2001: niemiecki Verdienstkreuz I. Klasse, 2001
- 2007: Krzyż Oficerski Orderu Odrodzenia Polski – pośmiertne przyznane 17 kwietnia przez prezydenta RP Lecha Kaczyńskiego za wybitne zasługi w twórczości artystycznej[15]
- 2007: Złoty Medal „Zasłużony Kulturze Gloria Artis”